# Commissaire des armées en France
Pour un article plus général, voir Commissaire des armées.
Les commissaires des armées sont les officiers chargés de l'administration générale et du soutien commun des armées et des organismes placés sous la tutelle du ministère des armées. Ils exercent des fonctions d'encadrement et d'expertise dans des domaines divers qui sont les fonctions supports des forces armées : achats, audit, contrôle de gestion, droit, finances, logistique et gestion des systèmes d’information.
Formant un corps unique interarmées (depuis le 1er janvier 2013), les 1 950 commissaires servent au sein des forces armées et formations rattachées (comprenant l'armée de terre, la marine nationale, l'armée de l’air, les services de soutien et les organismes interarmées, à l'exclusion de la Gendarmerie nationale) et des administrations, organismes et établissements relevant du ministère des armées.

## Constitution du corps des commissaires
Depuis le 1er janvier 2010, les missions d'administration et des soutiens communs (les fonctions supports) des forces armées relèvent d'un service unique, le service du commissariat des armées (SCA), qui a repris les attributions des trois anciens commissariats (commissariat de l'armée de terre, commissariat de la marine et commissariat de l'air).
La gestion des commissaires a été unifiée par le décret no 2008-950 du 12 septembre 2008, lequel laissait coexister un corps de commissaires par armée. La réforme a été menée à son terme par le décret no 2012-1029 du 5 septembre 2012, fusionnant ces trois corps en un corps unique : celui des commissaires des armées, à compter du 1er janvier 2013.
Entre 2014 et 2016, ont rejoint le corps des commissaires des armées : des officiers des corps techniques et administratifs (de l'armée de terre, de la marine, du service de santé des armées, du service des essences des armées et de la direction générale de l'armement), des officiers spécialisés et des officiers des bases de l'air.

## Fonctions
À l'issue de leur formation initiale, les commissaires de carrière sont intégrés aux forces armées — au sein des régiments, sur les bâtiments de la marine, sur les bases aériennes, dans les hôpitaux et centres médicaux militaires — ou à la direction générale de l'armement. Ils exercent un métier dans les fonctions supports dans différentes structures interarmées ou des armées : achat, finance, juridique, ressources humaines, logistique ou audit. Par exemple, ils peuvent organiser et coordonner le soutien financier ou les achats des forces, le ravitaillement ou la logistique, l'équipement du personnel, la gestion des ressources humaines d'un organisme, participer à la programmation des opérations d'armement (notamment les aspects juridiques ou budgétaires) ou être chargés de tâches de gestion et de pilotage.  
En parallèle, durant leurs affectations en métropole, ils exercent des fonctions au profit des opérations extérieures ou des grands exercices conduits par les forces armées en métropole ou à l'étranger. Ils peuvent, à ce titre, exercer la fonction de conseiller juridique en opération (legal advisor ou LEGAD) et participer à l’élaboration et à l'application des normes du droit international humanitaire, droit des conflits armés, droit aérien et droit maritime. Ils peuvent également exercer des fonctions dans le soutien opérationnel (achats, finances, logistique, audit). Ainsi, chaque année, 170 commissaires (10% des effectifs) réalisent des missions de 4 à 6 mois sur des théâtres d’opérations extérieures et, en moyenne, un commissaire sera projeté de 2 à 4 fois en opérations extérieures au cours de sa carrière. Les commissaires d'ancrage Marine ont vocation à embarquer sur les bâtiments de la Force d'action navale durant leurs premières affectations et, ensuite, soit prendre part ponctuellement à des opérations extérieures durant leurs affectations en métropole soit embarquer, à nouveau, sur les plus grands bâtiments de la Marine (porte-avions et porte-hélicoptères).  
Enfin, les commissaires (de carrière ou sous contrat) sont aussi amenés à apporter leur expertise au sein des organisations internationales (OTAN, ONU, UE) ou dans les structures diplomatiques françaises relevant du ministère des Armées à l'étranger (missions militaires ou coopération). Ils exercent alors des fonctions diverses semblables à celles exercées en métropole : acheteurs, financiers, juristes, auditeurs, logisticiens etc. ; et, aussi, en deuxième partie de carrière, des fonctions de direction (attaché de défense, chef de bureau dans un état-major international etc.).  En moyenne, un commissaire peut réaliser 2 à 4 affectations de 2 à 3 ans à l'international et en outre-mer (dans les DROM-COM) au cours de sa carrière. 
Les officiers supérieurs ou généraux peuvent diriger des organismes ou commander des formations administratives : ils reçoivent, à cet égard, la garde d'un fanion (voire d'un drapeau pour l'école des commissaires des armées et l'école des spécialités du commissariat des armées).
Disposant d'une compétence générale d'officier public, les commissaires sont détenteurs d'un timbre nominatif à l'effigie de la liberté (sceau de l'État, communément appelé « marianne »). Ils peuvent ainsi établir différents procès-verbaux, contrôler certains comptes (notamment ceux des trésoriers militaires), authentifier divers documents (p.ex. les contrats d'engagement) et jouir des prérogatives d'officier d'état civil. Ils sont responsables, à ce titre, des affaires mortuaires en opération ou en mer.

## Recrutement et formation
Les commissaires de carrière sont recrutés par concours. À partir de Bac+3, les étudiants issus d’universités et d’IEP, âgés de moins de 26 ans (au 1er janvier de l'année du concours), peuvent présenter le concours sur épreuves. Composé d’épreuves écrites, orales et sportives, il a lieu entre mars et juin. À partir de Bac+5, les étudiants issus d’écoles de commerce ou d’ingénieur et d’IAE, âgés de moins de 27 ans (au 1er janvier de l'année du concours), ont la possibilité de présenter le concours sur titres. Sélectionnés sur dossier, les candidats sont soumis à des épreuves orales et sportives. En cas d'admission, les commissaires de carrière suivent une scolarité de deux ans au sein de l'École des commissaires des armées (ECA) de Salon-de-Provence. Cette formation comprend une formation spécifique dans les écoles de formation initiale des officiers (École spéciale militaire de Saint-Cyr, École navale, École de l'air, École du Val-de Grâce) ou à la DGA, une formation au métier de commissaire, ainsi qu'une formation d'ancrage.
Des contrats d'une durée minimale de 4 ans renouvelables sont aussi proposés par le service du commissariat des armées, afin de pourvoir des postes de spécialistes. Les officiers sous contrat suivent une formation de 3 mois à l’École des commissaires des armées.
Des contrats de volontaire aspirant commissaire (VAC) sont proposés, pour une durée d’un an, afin de découvrir les armées en exerçant le métier de commissaire des armées. Un volontaire aspirant commissaire peut être embarqué sur un bâtiment de la marine nationale ou affecté au sein du service du commissariat des armées. Les volontaires aspirants commissaires sont également formés à l'École des commissaires des armées pour une durée de 4 à 5 semaines.

## Grades, appellations et uniforme
Le décret no 2012-1029 du 5 septembre 2012 fixe la hiérarchie des grades des commissaires des armées (cf. tableau ci-dessous).
L'appellation des commissaires des armées est, quant à elle, déterminée par une instruction de 2005 relative à la discipline militaire générale : la formule « Monsieur/Madame le commissaire » est, tous grades confondus, la seule appellation verbale reconnue ; à l'écrit, on s'adressera au commissaire au moyen de son grade complet, sans énoncé de classe.
L'uniforme des commissaires des armées fait l'objet d'une instruction de 2014. Sur leurs fourreaux d'épaule et leur bonnet de police figure l'emblème interarmées (épée, ancre et ailes) entouré de deux feuilles d'acanthe. Le col des officiers généraux, les galons et le bonnet de police sont passepoilés de velours couleur brun loutre.

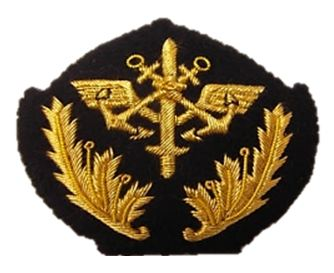
Insigne de casquette/tricorne

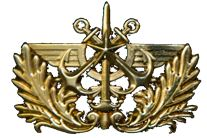
Insigne de béret et de bonnet de police (calot)

Les commissaires sont armés d'une épée et non d'un sabre (comme les officiers de l'armée de terre ou de la marine) ou d'un poignard (comme les officiers de l'armée de l'air). Seuls les commissaires d'ancrage air reçoivent toujours le poignard des officiers de l'armée de l'air et de l'espace. 
| Désignation                            | Appellation verbale            | Appellation écrite                       | Niveau de commandement habituel | Abréviation | Insignes |
| -------------------------------------- | ------------------------------ | ---------------------------------------- | --- | ----------- | -------- |
| Officiers généraux                     |                                |                                          | |             |          |
| Commissaire général hors classe        | Monsieur/Madame le commissaire | Monsieur/Madame le commissaire général   | Directeur central ; Inspecteur du service du commissariat des armées                                                                       | CRGHC       |          |
| Commissaire général de première classe | Monsieur/Madame le commissaire | Monsieur/Madame le commissaire général   | Directeur central adjoint ; Directeur du centre d'audit des armées ; Directeur de l’économat des armées, etc.                              | CRG1        |          |
| Commissaire général de deuxième classe | Monsieur/Madame le commissaire | Monsieur/Madame le commissaire général   | Sous-directeur ou chef de division ; Directeur de centre interarmées du soutien, etc.                                                      | CRG2        |          |
| Officiers supérieurs                   |                                |                                          | |             |          |
| Commissaire en chef de première classe | Monsieur/Madame le commissaire | Monsieur/Madame le commissaire en chef   | Chef de bureau en administration centrale ; Chef de la Direction du commissariat en outre-mer ; Chef GSBdD ; Sous-directeur, etc.          | CRC1        |          |
| Commissaire en chef de deuxième classe | Monsieur/Madame le commissaire | Monsieur/Madame le commissaire en chef   | Chef de division état-major ; Adjoint au chef de bureau ; Chef GSBdD...                                                                    | CRC2        |          |
| Commissaire principal                  | Monsieur/Madame le commissaire | Monsieur/Madame le commissaire principal | Expert de haut niveau en état-major dans les unités du commissariat et dans les forces ; Cadre en école/OTAN ; École de guerre, etc.       | CRP         |          |
| Officiers subalternes                  |                                |                                          | |             |          |
| Commissaire de première classe         | Monsieur/Madame le commissaire | Monsieur/Madame le commissaire           | Chef de service GSBdD ; chef de section état-major, etc.                                                                                   | CR1         |          |
| Commissaire de deuxième classe         | Monsieur/Madame le commissaire | Monsieur/Madame le commissaire           | Chef de service dans les unités des forces : régiment, bâtiment de la marine, base aérienne, SSA, DGA                                      | CR2         |          |
| Commissaire de troisième classe        | Monsieur/Madame le commissaire | Monsieur/Madame le commissaire           | Élève de deuxième année de l'École des commissaires des armées ou commissaire officier sous contrat (durant la première année de contrat). | CR3         |          |
| Commissaire aspirant                   | Monsieur/Madame le commissaire | Monsieur/Madame le commissaire           | Élève de première année de l'École des commissaires des armées ou volontaire aspirant commissaire (VAC)                                    | CASP        |          |